# Sigurd Andersson

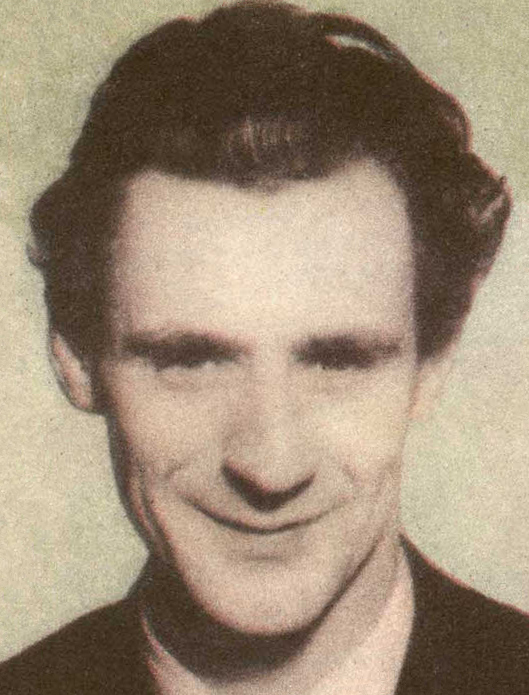
Sigurd Andersson

Karl Sigurd Andersson (* 18. Juli 1926 in Kalix; † 5. Februar 2009 ebenda) war ein schwedischer Skilangläufer.
Andersson, der für den IFK Kalix startete, gewann bei den Olympischen Winterspielen 1952 in Oslo die Bronzemedaille mit der Staffel. Im selben Jahr wurde er schwedischer Meister mit der Staffel von IFK Kalix. Im Jahr 1950 wurde er bei den schwedischen Meisterschaften Dritter über 15 km und siegte im Jahr 1951 in Garmisch-Partenkirchen über 18 km und errang dort den zweiten Platz mit der Staffel.